# Samsung Galaxy J1 (2016)
Samsung Galaxy J1 (2016) (numit și Galaxy Express 3 și Galaxy Amp 2) este un smartphone Android dezvoltat de Samsung Electronics care a fost lansat în ianuarie 2016.

## Specificații

### Hardware
J1 (2016) are un ecran Super AMOLED de 4,5 inci. Acesta este alimentat de un Speadtrum SC9830 SoC, cu un quad-core 1.3 GHz ARM Cortex-A7 CPU cu 1 GB de memorie RAM. Are 8 GB de stocare internă, funcționalitatea Dual SIM este disponibilă doar pentru modelele Dual. 

### Software
J1 (2016) este livrat cu Android 5.1.1 „Lollipop” și interfața de utilizare Samsung TouchWiz.